# はぶ三太郎
はぶ 三太郎（はぶ さんたろう、本名：千葉 潤一、1965年3月7日 - ）は、まむしプロダクション所属のラジオパーソナリティ・タレント。東京都出身。駒澤大学文学部社会学科社会福祉学専攻卒業。
俳優の毒蝮三太夫の弟子。所属事務所のまむしプロダクションでは社長も務め、また毒蝮三太夫のマネージャーも兼ねる。毒蝮三太夫主催の演芸イベント「マムちゃん寄席」ではプロデューサーを担当している。
師匠・毒蝮同様読売ジャイアンツのファンである。

## 来歴
学生時代に永六輔の舞台を観て「ここはこうした方がおもしろい」などと、永に手紙を送っていた所、永が毒蝮に「あの若いのに身の回りの世話を頼みたい」との話に至り、TBSラジオ『土曜ワイドラジオTOKYO 永六輔その新世界』放送第1回から出演開始。以降、永と共に長きに渡りラジオでのパーソナリティを務める。
永が死去した後には、インタビューにおいて生前の永から「日ごろ通ういつもの道も、横丁を曲がってごらん。違うモノが見えてくるから」との金言がもっとも印象に残っている、と語っている。
2021年1月より、Radiotalkにてラジオ番組「オヤジラジオ」を配信中。

## 出演番組
- 土曜ワイドラジオTOKYO 永六輔その新世界 （TBSラジオ、アシスタント。1991年4月13日 - 2015年9月26日）
- たいむかぷせる（TBS、ナレーター）
- くらしのワンポイント（テレビ東京）
- 六輔七転八倒九十分（TBSラジオ、上記の事実上の後継番組。2015年9月28日 - 2016年6月27日）
- いち・にの三太郎〜赤坂月曜宵の口（TBSラジオ、メイン パーソナリティ。2016年7月4日 - 2017年3月27日）
- オヤジラジオ（Radiotalk、メインパーソナリティ。2021年1月17日 - ）